# Candy Loving
Candy Loving (nacida el 4 de septiembre de 1956 en Oswego (Kansas)) es una modelo estadounidense. Fue    Playmate del Mes para la revista Playboy en enero de 1979, la cual fue la revista del 25º aniversario de Playmate. Fue fotografiada por Dwight Hooker.

## Filmografía
Loving apareció en la película de Woody Allen Stardust Memories (1980), solamente en la escena final.

## Apariciones en televisión
- Las desventuras del Sheriff Lobo interpretando a "Ella misma" en episodio: "Who's the Sexiest Girl in the World" (episodio 1.15), 19 de febrero de 1980